# Madugu Mohamman Mai Gashin Baki
Madugu Mohamman Mai Gashin Baki ou Mohamman Mai Gashin Baki, c’est-à-dire « Mohamman à la moustache » en langue haoussa, est un madugu (chef de caravane et commerçant) haoussa, né aux environs de 1828 et mort, selon les estimations des historiens, entre 1914 et 1918. Il fut le guide et le compagnon de voyage de l’explorateur Eduard Flegel. Mohamman Mai Gashin Baki effectue de nombreux voyages d'abord comme commerçant caravanier, puis comme compagnon des explorateurs, à travers les régions du Sahel, notamment le long du fleuve Niger, vers le lac Tchad et dans le Nord du Cameroun, entre 1844 et 1884. Son récit autobiographique, publié en Allemagne en 1885, est une source exceptionnelle pour l'histoire du commerce et des marchands dans le Sahel central.

## Biographie

### Enfant haoussa et marchand transsaharien
Mohamman Mai Gashin Baki est né vers 1828 dans l’émirat de Kano, au nord du Nigéria actuel, d’un père haoussa et almajiri, c’est-à-dire étudiant coranique, et d’une mère jukun. Dans son autobiographie, il raconte avoir effectué son premier voyage commercial à l’âge de 16 ou 17 ans, en compagnie d'un farke, c'est-à-dire d'un marchand itinérant du nom de Gadjiji. Il accompagne à nouveau ce dernier lors d'un second voyage qui les mènent à Adamawa, à l'est de Kano. Il prend alors son indépendance et se rend à Kuka, capitale de l'Etat du Borno, où il réussit à vendre une importante cargaison de tozali, c'est-à-dire de cosmétique pour les yeux. Sa carrière de commerçant itinérant est alors définitivement lancée.

Au XIXe siècle, le groupe professionnel des madugai est au cœur du commerce transsaharien et transrégional en Afrique de l’ouest au XIXe siècle,. Dans le Sahel et le Sahara central, en milieu aride ou semi-aride, le savoir-voyager, notamment la capacité à prendre contact et à négocier avec les autorités politiques de la région, rendent la présence d'un madugu indispensable à la survie de la caravane,. Cette importance majeure des connaissances du voyage dans la région et l'augmentation des échanges transsaharien contribuent à professionnaliser les métiers du voyage dans les pays haoussa:  
La nécessité de posséder cet ensemble de connaissances a pour conséquence une forte professionnalisation des métiers du voyage, qui apparaît notamment dans l’abondance de mots haoussas utilisés au XIXe siècle pour désigner des fonctions ou des titres liés à ces métiers : madugu (chef de caravane), jaji (chef de caravane), abokin jaji (compagnon du chef de caravane), jagaba (guide), farke (marchand itinérant), etc. 
Le parcours professionnel de Mohamman Mai Gashin Baki dans le monde du commerce transsaharien suit donc une progression classique : de simple farke, il est déjà, aux alentours de 1859, un abokin jaji. Il organise des expéditions dans les régions au sud du Sahel central, de Kano, sa ville d'origine, à Kukawa, à l'est vers les régions de l'Adamawa et de Bauchi, vers le Bornou, Eggan, au bord du fleuve Niger ou encore vers Ilorin.
Au cours des quarante premières années de son activité professionnelle, qui le mènent sur les routes du Sahel central, il rencontre de nombreuses populations, qu'il décrit parfois comme hostiles, et se marie à de multiples reprises. Il épouse d'abord, en 1851, Eisa Kaugi Jikan Sarki, une femme issue d’une famille noble du Bornou et dont il est le second mari. Ils vivent tous les deux dans la ville de Kukawa pendant cinq ans, mais suite à une dispute, Madugu Mohamman décide de rentrer dans sa ville natale de Kano, aux alentours  de 1856. Là, il se marie en 1860 avec une jeune femme appelée Nana, qui l'accompagne la même année dans sa troisième expédition vers l'Adamawa ; il épouse à nouveau, en 1862 ou 1863, une femme nommée Aisatu, dans la ville d'Eggan au sud-ouest de Kano. Alors que celle-ci l'a quitté suite à une dispute, il se marie à nouveau en 1868 avec une certaine Mariamma, une femme originaire de Kano et qui vivait à la cour avant de l'épouser. Bien que Mariamma soit devenue Uwar gida, ou première femme de la maison, il prend une troisième épouse et une esclave, Eisa, qui vivent ensemble sous son toit et l'accompagnent parfois dans ses expéditions commerciales. Il a eu deux fils.
En 1863-1864, son expérience de régions réputées pour leur dangerosité, mais lucratives, à l'instar de l'Adamawa, et son honnêteté dans la gestion des transactions, qualité professionnelle indispensable pour les marchands itinérants, lui valent d'être choisi comme madugu d'une caravane en partance de Eggan en direction Tibati. Parmi les marchandises échangées par Madugu Mohamman pendant sa carrière se trouvent notamment des esclaves, des minéraux, des étoffes, des noix de kola, des perles et des cauris, coquillages servant comme monnaie d’échange. L’historien canadien Paul Lovejoy, dans ses recherches sur l’histoire économique de l’Afrique de l’Ouest, a notamment utilisé le récit biographique sur Madugu Mohamman combiné à des enquêtes orales auprès de familles de commerçants et de madugu pour souligner l’importance de l’activité commerciale liée aux noix de kola dans la région. C'est néanmoins un chargement d'ivoire, que Madugu Mohamman a en quantité mais ne peut écouler, qui pousse le marchand à partir vers l'ouest en 1879, en direction des comptoirs européens. Il l'écoule cependant à si bas prix qu'il est plongé pour la première fois, selon les mots, dans la pauvreté.

### Rencontre avec E. R. Flegel et voyage en Europe
Après une seconde déconvenue commerciale qui lui vaut de perdre à nouveau tout son bien, il fait la rencontre de l’explorateur allemand Eduard Robert Flegel (1855-86) en février 1882. Le récit autobiographique de Mohamman Mai Gashi Bakin publié par Flegel s'arrête ici et les informations dont nous disposons sur la suite de sa vie se trouvent dans les articles publiés par Flegel de son vivant ou à titre posthume, dans ses correspondances, ainsi que dans les récits d'autres explorateurs européens.
Entre 1882 et 1884, Madugu Mohamman accompagne l'explorateur allemand dans la vallée de la rivière du Bénoué, en qualité de guide. La correspondance de Flegel montre la volonté de l’explorateur d’installer un poste de recherche scientifique et de commerce allemand dans la région, qui serait à la mesure de la United African Company britannique et de la Société française d’Afrique équatoriale.
En 1884, Madugu Mohamman part avec Flegel en Allemagne, pour des raisons incertaines. Il est possible, selon M. B. Duffill dans l'introduction de l'édition critique du manuscrit de Mohaman Mai Gashin Baki, que le madugu ait voyagé en Allemagne en tant que représentant commercial de l’Adamawa, avec l’approbation de souverains peuls de la région. Duffill évoque aussi la possibilité que Flegel l’ait invité pour promouvoir une expédition coloniale auprès du public et de la communauté des marchands allemands. En Allemagne, Flegel et Madugu Mohamman sont reçus par le kaiser Guillaume Ier et le chancelier de l’Empire Otto von Bismarck. L'explorateur reçoit du soutien à ses activités sous la forme d’un bateau à vapeur et 40 000 marks de la part de l’Afrikanische Gesellschaften et du Deutsche Kolonialverein pour mener une entreprise scientifique et commerciale dans le Bénoué.

### Retour en Afrique de l'Ouest
Après le voyage en Allemagne, Madugu Mohamman s’installe à Bakundi, dans la vallée du fleuve Taraba, d’où il base son activité commerciale dans la région et aide Flegel à établir, pour une courte période, un comptoir commercial allemand en 1885. Selon Walter Watts, un agent de la Royal Niger Company écrivant en 1907, Madugu Mohamman aurait aussi travaillé pour la compagnie britannique. À la fin du siècle, après la consolidation de la présence des britanniques et des allemands dans la région, le commerce de longue distance devient dangereux. C’est à cette époque que Madugu Mohamman arrête le commerce et devient intermédiaire, restant à Bakundi pour exercer le métier. Il meurt entre 1914 et 1918, selon les estimations de M. B. Duffill. Sa mémoire a cependant perduré dans la ville de Bakundi puisqu'au cours de ses investigations de terrain, Duffill a pu collecter un chant de louange en l'honneur de Madugu Mohamman, qui mentionnait à la fois ses qualités de marchand itinérant et son voyage en Europe.

## Rédaction et publication de son autobiographie
Dans les années 1880, au cours de leur voyage vers l'Allemagne, Flegel recueille le récit de vie de Madugu Mohamman Mai Gashin Baki dans lequel celui-ci évoque son parcours de formation, ses différents voyages et les caravanes auxquelles il a participé. Le texte est publié en allemand en 1885 par Flegel lui-même, sous la forme d'un petit essai qui passa longtemps inaperçu de l'historiographie académique. C'est finalement M. B. Duffill, alors qu'il mène des recherches à la British Library, qui découvre la biographie de Madugu Mohamman, qu'il traduit en anglais et publie en 1985. Biographie d'un marchand transsaharien, le texte est depuis lors devenu une source majeure des études africaines sur les réseaux commerciaux et l'histoire économique et sociale du Sahel au XIXe siècle.

Il constitue également l'occurrence rare d'une biographie consacrée à un personnage haoussa au XIXe siècle. Rare, mais pas unique : en 1885, soit la même année que la publication du récit de Mohamman, l'autobiographie de Dorugu est publiée par le missionnaire allemand James Frederick Schön sous le titre de Magana Hausa (Récits haoussa). Contrairement à l'autobiographie de Dorugu, celle de Madugu Mohamman ne nous est pas parvenue en haoussa mais écrite à la troisième personne et traduite en allemand par Flegel. De nombreuses expressions haoussa, qui sont celles de Madugu Mohamman, s'y trouvent néanmoins, qui ont été intégrées à la trame du récit en transcription latine et traduites directement dans le corps du texte. Les voix du commerçant et de l'explorateur sont donc entremêlées et il est parfois difficile de distinguer l'identité du locuteur, comme par exemple dans le passage suivant : 
Au cours de la première année du règne du fils aîné et successeur de Dabo Kano Usuman (vers 1844-1853), à l'âge de 16 ou 17 ans, Mohamman entreprit sa première expédition commerciale en compagnie d'un certain Fatake, un marchand itinérant, nommé Gadjiji. « Dabo ya mutu ; muka tafi » – Dabo mourut, puis nous partîmes. C'était vers 1844-1845. Mohamman ne put en dire davantage sur sa jeunesse avant ce voyage. Cependant, il se souvenait, et cela pourrait aider à fixer la date, qu'à l'époque de cette première expédition, « Raba ya fase. Masaba be dedde ba » – Raba était brisé ; Masaba n'avait pas régné longtemps,.
Cette biographie est non seulement une source pour l'histoire du commerce, mais elle offre également un point de vue inédit sur l'histoire politique du Sahel central dans la seconde moitié du XIXe siècle. Le rôle principal des madugai était en effet de connaître les autorités politiques le long du trajet de la caravane et de négocier avec elles un droit de passage. Cette fonction de négociateur et d'observateur a donc permis à Madugu Mohamman d'acquérir une bonne connaissance des différents États de la région, des familles au pouvoir et des conflits qui les traversent.

### Sources primaires

#### Autobiographie de Madugu Mohamman Mai Gashin Baki
- (de) Eduard Robert Flegel, Lose Blätter aus dem Tagebuche meiner Haussa-Freunde und Reisegefährten: übersetzt, eingeleitet mit allgemeinen Schilderungen des Volkscharakters und der sozialen Verhältnisse der Haussaś sowie mit kurzer Lebensgeschichte des Mai gasin baki versehen, Hambourg, L. Friederichsen & co, 1885, 47 p.

- (en) Eduard Robert Flegel (trad. M.B. Duffill), The Biography of Madugu Mohamman Mai Gashin Baki, Los Angeles, Crossroads Press, 1985

#### Publications d'Eduard Robert Flegel à propos de son expédition au Soudan
- Eduard Robert Flegel, « Die West-Sudan-Expedition: Berichte von E.R. Flegel, April-Juli 1885 », Mittheilungen der Afrikanischen Gesellschaft in Deutschland, vol. 4,‎ 1883-85, p. 397-403
- Eduard Robert Flegel, « Die Expedition im westlichen Sudan: Bericht von Herren E.R. Flegel », Mittheilungen der Afrikanischen Gesellschaft in Deutschland, vol. 5,‎ 1886–1889, p. 19-26
- Eduard Robert Flegel, « Die Flegel’sche Expedition », Mittheilungen der Afrimanischen Gesellschaft in Deutschland,‎ 1883-85, p. 18-29, 133-45
- Eduard Robert Flegel, Vom Niger-Benue, Briefe aus Africa, Leipzig, Friedrich, 1890

#### Autres sources contemporaines de Madugu Mohamman Mai Gashin Baki
- (de) Georg Gürich, « Die Expedition im westlichen Sudan: Bericht von Dr. Georg Gürich », Mittheilungen der Afrikanischen Gesellschaft in Deutschland, vol. 5,‎ 1886-1889, p. 43-68
- (de) Paul Staudinger, Im Herzen der Haussa-Länder, Berlin, Landsberger, 1889, 758 p.
- (de) Richard Semon, « Die Expedition im westlichen Sudan: Bericht von DR. Richard Semon », Mittheilungen der Afrikanischen Gesellschaft in Deutschland, vol. 5,‎ 1886-89, p. 26-43

### Historiographie contemporaine
- (en) Paul E. Lovejoy, « Kola in the History of West Africa », Cahiers d’études africaines, vol. 20, no 1,‎ 1980, p. 97-134 (lire en ligne)
- (en) Paul E. Lovejoy, Caravans of Kola. The Hausa Kola trade, 1700–1900, Zaria, Ahmadu Bello University Press, 1980, 181 p.

- (en) Jörg Adelberger, « Eduard Vogel and Eduard Robert Flegel: The Experiences of Two Nineteenth-Century German Explorers in Africa », History in Africa, vol. 27,‎ 2000, p. 1-29 (lire en ligne).
- Camille Lefebvre, « Ce que l’itinéraire nous dit du voyage. Listes d’itinéraire, voyage et imaginaire spatial au Soudan central au XIXe siècle », Afriques, no 2,‎ 2010, p. 1-30 (lire en ligne)
- Camille Lefebvre, Des pays au crépuscule. Le moment de l'occupation colonial (Sahel-Sahara), Paris, Fayard, 2021, 347 p.